# Chirocephalus marchesonii
Chirocephalus marchesonii är en kräftdjursart som beskrevs av Sandro Ruffo och Vesentini 1957. Chirocephalus marchesonii ingår i släktet Chirocephalus och familjen Chirocephalidae. Inga underarter finns listade i Catalogue of Life.

## Bildgalleri

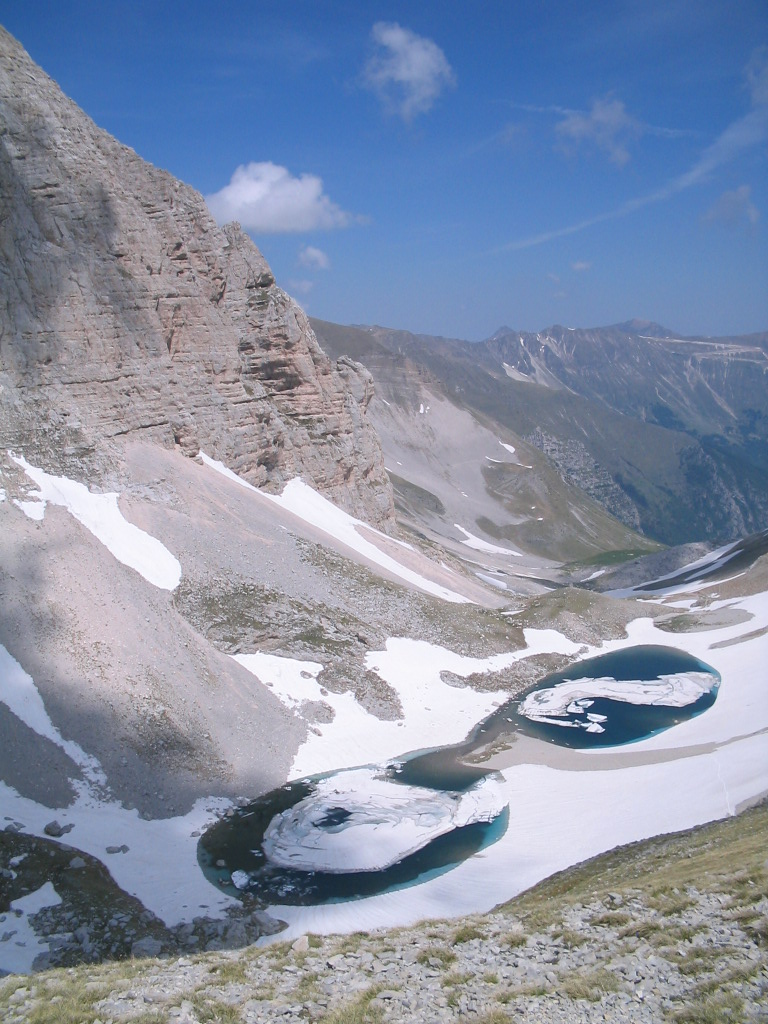
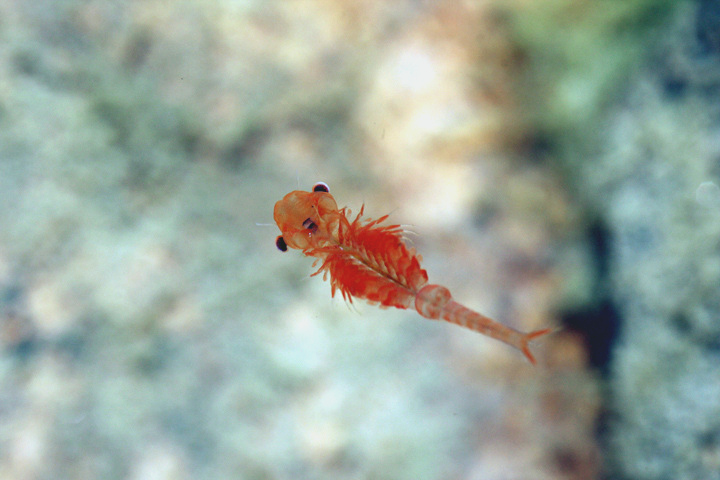
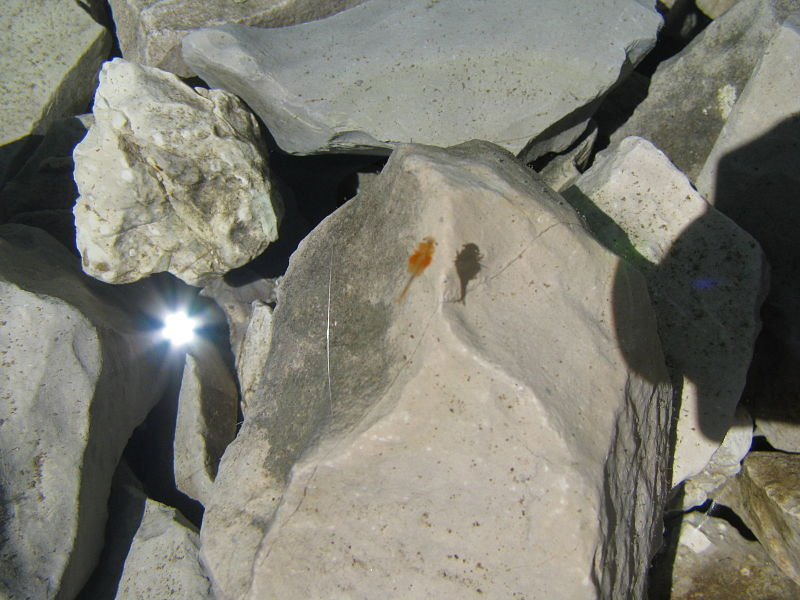